# Caio Asínio Polião (cônsul em 23)
Caio Asínio Polião (em latim: Gaius Asinius Pollio) foi um político romano eleito cônsul em 23 com Caio Antíscio Veto. Era filho de Caio Asínio Galo, cônsul em 8 a.C., com Vipsânia Agripina e neto de Caio Asínio Polião, cônsul em 40 a.C.

## Carreira
Em 20, Polião foi pretor peregrino e, três anos depois, foi eleito cônsul. Como seu pai não tinha uma boa relação com Tibério por causa de Vipsânia, o próximo posto de Polião, procônsul da Ásia entre 38 e 39, só ocorreu depois da morte do imperador, um fato atestado em moedas encontradas na região. Em 45, Polião foi exilado acusado de conspiração e, mais tarde, foi assassinado por ordem da imperatriz Messalina, esposa de Cláudio

## Família
Através de sua mãe, que foi a primeira esposa do imperador romano Tibério, Polião era meio-irmão de Druso Júlio César, herdeiro do Império. Além disto, ele era irmão de Asínio Salonino, Asínio Galo, exilado em 46 por participar de ma conspiração contra Cláudio, Marco Asínio Agripa, cônsul em 25, e Sérvio Asínio Céler, cônsul sufecto em 38 e executado em 46.
Uma Asínia Poliônis mencionada num inscrição em Túsculo pode ter sido sua filha. Além disto, é possível que ele tenha sido pai (ou irmão) de Caio Asínio Placentino (n. 25) e de Marco Asínio Polião. Era certamente irmão mais velho de Marco Asínio Agripa, cônsul em 25, de Sérvio Asínio Céler, cônsul sufecto em 38, e de Asínia, a mãe de Pompônia Grecina.